# گیشه

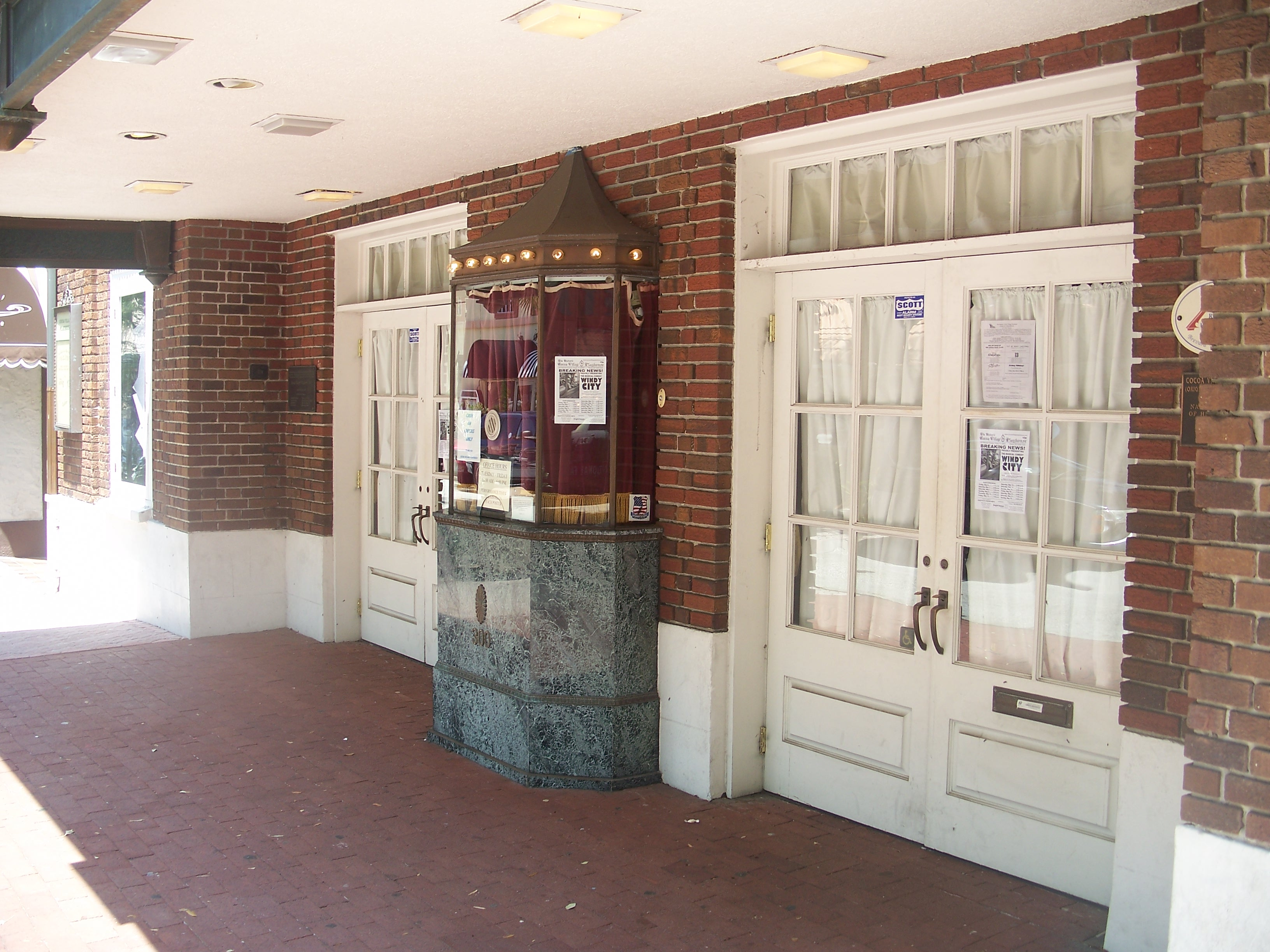
عکس نشان‌دهنده یک باکس آفیس یا گیشه فروش بلیط است که در محیطی عمومی قرار دارد. این باکس آفیس با ظاهری کلاسیک و ساختاری آجری دیده می‌شود و به‌عنوان مکانی برای فروش بلیط به مشتریان عمل می‌کند. چنین گیشه‌هایی معمولاً در مکان‌های فرهنگی و تفریحی مانند سینماها، تئاترها و استادیوم‌ها یافت می‌شوند و افراد می‌توانند از طریق آن بلیط رویدادهای مختلف را خریداری کنند.
این گیشه با طراحی ساده و کاربردی خود، بخشی از فرهنگ عمومی خرید بلیط و تجربه حضور در رویدادها را نشان می‌دهد. در کنار فروش بلیط، این نوع باکس آفیس‌ها معمولاً اطلاعاتی درباره رویدادها و نمایش‌های در حال اجرا را نیز در اختیار عموم قرار می‌دهند و بخشی از فضای اجتماعی و فرهنگی جامعه محسوب می‌شوند.

گیشه (به فرانسوی: Guichet) یا باکس آفیس (به انگلیسی: Box office) یک مکان است برای فروش بلیط. معمولاً شکل ظاهری آنها چیزی شبیه به کیوسک است، کوچک و شخص فروشنده از داخل و از طریق قسمتی مشخص در جلو، بلیط را به مشتریان عرضه می‌کند. در عرصه فیلم، واژه باکس آفیس معنای میزان فروش را نیز به خود می‌گیرد.
این اصطلاح امروزه بیشتر در صنعت فیلم‌سازی و برای نشان دادن میزان فروش و موفقیت فیلم‌های روی پرده به‌کار می‌رود. این آمار با شمارش تعداد بلیت‌های فروخته شده و بررسی میزان درآمدزایی فیلم‌ها محاسبه می‌گردد و برای فیلم‌سازان و تهیه‌کنندگان و حتی هواداران فیلم‌ها حائز اهمیت است.

## ریشه‌یابی
ریشه کلمه باکس آفیس از باکس که در واقع صندلی‌هایی رزرو شده در سینماها بود می‌آید.

## صنعت فیلم‌سازی
واژهٔ باکس آفیس کاربرد ویژه و عام‌تری در صنعت فیلم‌سازی دارد. درحالی‌که بسیاری از منتقدین صنعت فیلم‌سازی از تمرکز فیلم‌ها بر پول‌سازی گلایه می‌کنند اما میزان موفقیت و فروش فیلم در گیشه برای ادامهٔ کار فیلم‌ساز و عوامل فیلم حیاتی است.
وب‌سایت‌های متعدد آمار باکس آفیس را به شیوه‌های مختلف ارائه می‌کنند که از میان آن‌ها می‌توان به باکس آفیس موجو اشاره کرد.
برای تعیین درآمدزایی فیلم مقایسهٔ میزان فروش فیلم با بودجه و هزینه‌های ساخت کافی نیست، به این خاطر که سینماها نیمی از پول فروش بلیت‌ها را برای خود نگه می‌دارند. البته این میزان بسته به نوع فیلم می‌تواند متفاوت باشد. در این میان پخش‌کنندهٔ فیلم نیز درصدی از فروش فیلم را برای خود برمی‌دارد.

## اصطلاحات
در وبسایت باکس آفیس موجو فروش فیلم‌ها براساس فروش داخلی که میزان فروش فیلم در آمریکا و کانادا را شامل می‌شود و فروش خارجی که فروش فیلم در باقی جاهای جهان را نشان می‌دهد، طبقه‌بندی می‌شود. فروش هفتگی در این سایت به معنای فروش فیلم از جمعه تا پنج‌شنبهٔ هر هفته است و فروش آخر هفته نیز به فروش فیلم از جمعه تا یکشنبه هر هفته گفته می‌شود. اولین آخرهفتهٔ اکران نیز اصطلاح رایجی است که به میزان فروش فیلم در اولین هفتهٔ فروش گفته می‌شود.
تعداد سالن‌های نمایش اصطلاح رایج دیگری است که تعداد سالن‌های اختصاص یافته برای نمایش فیلم را گزارش می‌دهد. از آن‌جایی که هر سینما می‌تواند چندین سالن نمایش داشته باشد اصطلاح تعداد سالن با تعداد سینما در آمار فروش با هم فرق می‌کنند.

## پیوند
لیست ۱۰ فیلم برتر باکس‌آفیس در بانک اطلاعات اینترنتی فیلم‌ها